# Coeloglutus concavus
Coeloglutus concavus är en tvåvingeart som beskrevs av Samuel Wendell Williston  1896. Coeloglutus concavus ingår i släktet Coeloglutus och familjen styltflugor. Inga underarter finns listade i Catalogue of Life.